# Acanthoscurria juruenicola
Acanthoscurria juruenicola är en spindelart som beskrevs av Cândido Firmino de Mello-Leitão 1923. 
Acanthoscurria juruenicola ingår i släktet Acanthoscurria och familjen fågelspindlar. Inga underarter finns listade i Catalogue of Life.